# Prix Friedrich L. Bauer
Le prix  Friedrich L. Bauer (Friedrich L. Bauer-Preis en allemand) est un prix informatique de l'université technique de Munich, nommé ainsi en l’honneur de Friedrich L. Bauer.
Le prix est doté d'un montant de 25 000 €. Il est décerné irrégulièrement depuis 1992, date du 25e anniversaire de l'introduction d'un cursus d'informatique en Allemagne. Il a été attribué sept fois entre sa création et 2009.

## Lauréats
- 1992 : Zohar Manna, université Stanford.
- 1994 : Robin Milner, alors à l'université d'Édimbourg.
- 1996 : Anne Troelstra (en), université d'Amsterdam.
- 1998 : Gilbert W. Stewart (de), université du Maryland, pour l'ensemble de son œuvre en algèbre linéaire numérique.
- 2000 : Henri Cohen, université de Bordeaux, pour ses travaux en théorie algorithmique des nombres avec applications à la cryptographie.
- 2007 : Charles Antony Richard Hoare, « en reconnaissance de ses contributions scientifiques exceptionnelles aux fondements de l'informatique ».
- 2009 : Stephen Wolfram, pour le développement de Mathematica.